# Erioptera (Mesocyphona) celestior
Erioptera (Mesocyphona) celestior is een tweevleugelige uit de familie steltmuggen (Limoniidae). De soort komt voor in het Neotropisch gebied.